# Hamilton (Texas)
Hamilton és una ciutat, seu del Comtat de Hamilton, a l'estat de Texas. Segons el cens del 2000 tenia 2.977 habitants.

## Demografia
Segons el cens del 2000, Hamilton tenia 2.977 habitants, 1.227 habitatges, i 779 famílies. La densitat de població era de 406,2 habitants per km².
Dels 1.227 habitatges en un 28,6% hi vivien nens de menys de 18 anys, en un 49,7% hi vivien parelles casades, en un 10,4% dones solteres, i en un 36,5% no eren unitats familiars. En el 34,2% dels habitatges hi vivien persones soles el 21,2% de les quals corresponia a persones de 65 anys o més que vivien soles. El nombre mitjà de persones vivint en cada habitatge era de 2,33 i el nombre mitjà de persones que vivien en cada família era de 3.
Per edats la població es repartia de la següent manera: un 25,8% tenia menys de 18 anys, un 6,3% entre 18 i 24, un 23,5% entre 25 i 44, un 20,8% de 45 a 60 i un 23,6% 65 anys o més.
L'edat mediana era de 41 anys. Per cada 100 dones de 18 o més anys hi havia 77,7 homes.
La renda mediana per habitatge era de 26.585 $ i la renda mediana per família de 38.702 $. Els homes tenien una renda mediana de 27.074 $ mentre que les dones 17.500 $. La renda per capita de la població era de 15.012 $. Aproximadament el 12,2% de les famílies i el 15,9% de la població estaven per davall del llindar de pobresa.

## Poblacions properes
El següent diagrama mostra les poblacions més properes.